# Tychonov-ruimte
In de topologie en aanverwante deelgebieden van de wiskunde zijn Tychonov-ruimten  en volledig regelmatige ruimten  soorten van topologische ruimten. 
Tychonov-ruimten zijn vernoemd naar de Russische wiskundige Andrej Nikolajevitsj Tychonov.